# Monika Jagaciak
Monika Jagaciak lub JAC (ur. 15 stycznia 1994 w Poznaniu) – polska supermodelka.

## Życiorys

### Kariera
W 2007 została ambasadorką marki Hermès. Niedługo później pojawiła się na okładce magazynu „Jalouse”. W 2008 została zaproszona na australijski festiwal mody „Australian Fashion Week”, co wywołało kontrowersje w mediach australijskich związane z młodym wiekiem modelki. Z powodu licznych protestów organizatorzy festiwalu zdecydowali się umieścić w regulaminie zapis o tym, aby modele i modelki w nim występujące miały przynajmniej 16 lat.
W 2009 została modelką jesiennej kampanii Calvina Kleina. W 2010 FashionTV ogłosił ją najlepszą modelką sezonu, a Calvin Klein ponownie podpisał z nią kontrakt. W tym samym roku jako jedyna 16-latka na świecie zrobiła kampanię kosmetyczną Chanel, poza tym wystąpiła w kampaniach dla Marca Jacobsa i Valentino.
W 2011 pracowała dla Calvina Kleina i Alberty Ferretti, a także pojawiła się dwukrotnie na okładce magazynu „Numero”. W 2012 pojawiła się po raz pierwszy na okładce „Vogue”, zdobiąc pierwszą stronę chińskiej edycji pisma. Jej twarz znalazła się również w edytorialach magazynów: „W”, „Numero”, „Interview” i „V”. Również w 2011 została ambasadorką zapachu YSL – Saharienne. Pojawiła się także w lookbookach Prady i Maison Michel oraz reklamowała marki: Barney's, Jil Stuart, Dolce & Gabana, Valentino, Dior i GAP, a także kosmetyki Chanel i pojawiła się na okładce magazynów: „Numer Tokyo”, „W Korea” i „Fashion Magazine”.
Zajmuje 27. miejsce w rankingu najlepszych modelek świata na models.com.
W 2013 i 2014 wystąpiła w pokazie marki Victoria’s Secret, a w 2015 została Aniołkiem Victoria’s Secret.

### Życie prywatne
Jej rodzice i siostra, Anna, są związani z lekkoatletyką.
Jej mężem jest Branislav Jankic, serbski fotograf. 10 sierpnia 2019 urodziła córkę, Milę.

## Agencje
- Stany Zjednoczone DNA
- Francja IMG Paryż
- Wielka Brytania IMG Londyn
- Włochy IMG Mediolan
- Polska D’VISION
- Japonia Bravo Tokio